# Медаль Оккупационной армии в Германии
Медаль Оккупационной армии в Германии (англ. Army of Occupation of Germany Medal) — американская медаль, была создана на основании закона конгресса Соединенных Штатов Америки 21 ноября 1941 года. Награждались медалью военнослужащие, служившие на территории Германии или Австро-Венгрии с 12 ноября 1918 года по 11 июля 1923 года.
Медаль присуждается военнослужащим, которые находились в оккупации гарнизонов на территории Германии или Австро-Венгрии в период с 12 ноября 1918 года по 11 июля 1923 года. Медаль была создана в связи с ростом напряжённости в отношениях с Германией между 1939 и 1941 годами. Первоначально синяя полоса на краю медали была волнистой для обозначения реки Рейн, но это оказалось нецелесообразным для массового производства медали, и она была заменена на прямую линию.
Медаль Оккупационной армии в Германии является отдельной наградой и отличается от Медали Оккупационной армии, которая была создана в 1946 году после Второй мировой войны.